# Tierra Colorada, San Martín Peras
Tierra Colorada är en ort i Mexiko.   Den ligger i kommunen San Martín Peras och delstaten Oaxaca, i den sydöstra delen av landet, 250 km söder om huvudstaden Mexico City. Tierra Colorada ligger 2 312 meter över havet och antalet invånare är 102.
Terrängen runt Tierra Colorada är kuperad, och sluttar norrut. Runt Tierra Colorada är det ganska glesbefolkat, med 30 invånare per kvadratkilometer. Närmaste större samhälle är Santiago Juxtlahuaca, 17,7 km öster om Tierra Colorada. I omgivningarna runt Tierra Colorada växer huvudsakligen savannskog.